# Emil Brockstedt

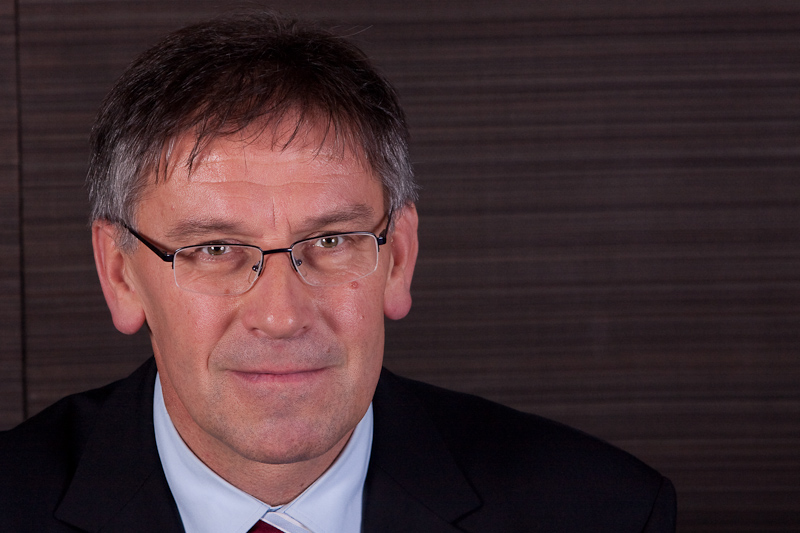
Emil Brockstedt, 2009

Emil Brockstedt (* 18. Februar 1957 in Kiel) ist ein deutscher Kommunalpolitiker und war Mitglied des Niedersächsischen Landtags.

## Ausbildung und Beruf
Nach dem Abitur begann Brockstedt zunächst eine Lehre als Zimmermann und studierte anschließend Bauingenieurwesen in Hannover. Nach seinem Diplom im Jahre 1985 war er freiberuflich tätig und arbeitete als wissenschaftlicher Mitarbeiter an der Technischen Universität Braunschweig. 1994 promovierte er und war von 1996 bis zu seiner Wahl in den Landtag 2003 Hochschullehrer für Tragwerkslehre an der Fachhochschule Hildesheim.

## Politik
Brockstedt ist seit 1975 Mitglied der CDU. Seit 2001 ist er Ratsherr der Gemeinde Isernhagen und war dort Vorsitzender der CDU-Ratsfraktion bis Januar 2008. Von 2003 bis Januar 2013 war er Mitglied des Niedersächsischen Landtages. Er war direkt gewählter Abgeordneter für den Landtagswahlkreis Langenhagen.

## Privates
Er ist verheiratet und hat ein Kind. 